# Elfstippelig lieveheersbeestje
Het elfstippelig lieveheersbeestje (Coccinella undecimpunctata) is een kever uit de familie lieveheersbeestjes (Coccinellidae). De wetenschappelijke naam van de soort werd in 1758 gepubliceerd door Carl Linnaeus.

## Kenmerken
Het diertje lijkt sprekend op het zevenstippelig lieveheersbeestje en ze worden ook vaak samen aangetroffen, maar de elfstippelige is veel kleiner. Hoewel de naam anders doet vermoeden kan deze soort ook met 9 stippen getekend zijn; soms wordt de kleine schoudervlek meegerekend, die echter niet alle exemplaren hebben, waardoor het aantal stippen op 9 komt.

## Verspreiding en leefgebied
De soort komt voor in Europa, Azië, Oceanië, Noord-Afrika en het zuiden van Zuid-Amerika, en is algemeen in Nederland.